# Blixa Bargeld
Blixa Bargeld, född Christian Emmerich den 12 januari 1959 i Västberlin, är en tysk kompositör, författare, skådespelare, sångare, och föreläsare i nästan alla fält inom tolkningskonst. Blixa Bargeld är mest känd för sina studioarbeten och turnéer med Einstürzende Neubauten och Nick Cave and the Bad Seeds.
År 1980 startade han Einstürzende Neubauten som har gett ut många album och singlar, och spelat över hela världen. Bandet är fortfarande aktivt.
Från 1984 till 2003 var Blixa Bargeld gitarrist och hjälpte till på sång i Nick Cave & The Bad Seeds.
Blixa Bargeld är gift med Erin Zhu och bor i San Francisco, Shanghai och Berlin med henne och deras dotter Anna, född 2009.
Bargeld är tyska för "kontanter".

## Soloskivor
- Commissioned Music (1995)
- Die Sonne (1996) (med Gudrun Gut och medlemmar av the Ocean Club, album och singel)
- Recycled (2000) (Soundtrack skrivet av Blixa Bargeld, arrangerat och dirigerat by Tim Isfort och framfört av hans orkester)
- Elementarteilchen ljudspel baserat på Michel Houellebecqs roman Les Particules élémentaires.

## Filmografi
- Dandy
- Recycled
- Die Totale Therapie
- Die Terroristen!
- Nihil oder Alle Zeit der Welt
- Kalt wie Eis